# Medaliści igrzysk olimpijskich w podnoszeniu ciężarów
Lista medalistów letnich igrzysk olimpijskich w podnoszeniu ciężarów.

## Konkurencje obecnie rozgrywane

### Mężczyźni

#### Waga kogucia
| Rok i miejsce       | Złoto             | Srebro            | Brąz               |
| ------------------- | ----------------- | ----------------- | ------------------ |
| Londyn 1948         | Joseph Di Pietro  | Julian Creus      | Richard Tom        |
| Helsinki 1952       | Iwan Udodow       | Mahmud Namdżu     | Ali Mirzaji        |
| Melbourne 1956      | Charles Vinci     | Władimir Stogow   | Mahmud Namdżu      |
| Rzym 1960           | Charles Vinci     | Yoshinobu Miyake  | Esmaeil Elmkhah    |
| Tokio 1964          | Aleksiej Wachonin | Imre Földi        | Shiro Ishinoseki   |
| Meksyk 1968         | Mohammad Nasiri   | Imre Földi        | Henryk Trębicki    |
| Monachium 1972      | Imre Földi        | Mohammad Nasiri   | Giennadij Czetin   |
| Montreal 1976       | Norair Nurikjan   | Grzegorz Cziura   | Kenkichi Andō      |
| Moskwa 1980         | Daniel Núñez      | Jurik Sarkisjan   | Tadeusz Dembończyk |
| Los Angeles 1984    | Wu Shude          | Lai Runming       | Masahiro Kotaka    |
| Seul 1988           | Oksen Mirsojan    | He Yingqiang      | Liu Shoubin        |
| Barcelona 1992      | Chun Byung-kwan   | Liu Shoubin       | Luo Jianming       |
| Atlanta 1996        | Tang Lingsheng    | Leonidas Sambanis | Nikołaj Peszałow   |
| Sydney 2000         | Halil Mutlu       | Wu Wenxiong       | Zhang Xiangxiang   |
| Ateny 2004          | Halil Mutlu       | Wu Meijin         | Sedat Artuç        |
| Pekin 2008          | Long Qingquan     | Hoàng Anh Tuấn    | Eko Yuli Irawan    |
| Londyn 2012         | Om Yun-chol       | Wu Jingbiao       | Trần Lê Quốc Toàn  |
| Rio de Janeiro 2016 | Long Qingquan     | Om Yun-chol       | Sinphet Kruaithong |
| Tokio 2020          | Li Fabin          | Eko Yuli Irawan   | Igor Son           |

#### Waga piórkowa
| Rok i miejsce       | Złoto              | Srebro               | Brąz                 |
| ------------------- | ------------------ | -------------------- | -------------------- |
| Antwerpia 1920      | Frans de Haes      | Alfred Schmidt       | Eugène Ryther        |
| Paryż 1924          | Pierino Gabetti    | Andreas Stadler      | Arthur Reinmann      |
| Amsterdam 1928      | Franz Andrysek     | Pierino Gabetti      | Hans Wölpert         |
| Los Angeles 1932    | Raymond Suvigny    | Hans Wölpert         | Anthony Terlazzo     |
| Berlin 1936         | Anthony Terlazzo   | Salih Sulajman       | Ibrahim Szams        |
| Londyn 1948         | Mahmud Fajjad      | Rodney Wilkes        | Dżafar Salmasi       |
| Helsinki 1952       | Rafael Czimiszkjan | Nikołaj Saksonow     | Rodney Wilkes        |
| Melbourne 1956      | Isaac Berger       | Jewgienij Minajew    | Marian Zieliński     |
| Rzym 1960           | Jewgienij Minajew  | Isaac Berger         | Sebastiano Mannironi |
| Tokio 1964          | Yoshinobu Miyake   | Isaac Berger         | Mieczysław Nowak     |
| Meksyk 1968         | Yoshinobu Miyake   | Dito Szanidze        | Yoshiyuki Miyake     |
| Monachium 1972      | Norair Nurikjan    | Dito Szanidze        | Janos Benedek        |
| Montreal 1976       | Nikołaj Kolesnikow | Georgi Todorow       | Kazumasa Hirai       |
| Moskwa 1980         | Wiktor Mazin       | Stefan Dimitrow      | Marek Seweryn        |
| Los Angeles 1984    | Chen Weiqiang      | Gelu Radu            | Tsai Wen-yee         |
| Seul 1988           | Naim Süleymanoğlu  | Stefan Topurow       | Ye Huanming          |
| Barcelona 1992      | Naim Süleymanoğlu  | Nikołaj Peszałow     | He Yingqiang         |
| Atlanta 1996        | Naim Süleymanoğlu  | Walerios Leonidis    | Xiao Jiangang        |
| Sydney 2000         | Nikołaj Peszałow   | Leonidas Sambanis    | Hienadź Alaszczuk    |
| Ateny 2004          | Shi Zhiyong        | Le Maosheng          | Israel José Rubio    |
| Pekin 2008          | Zhang Xiangxiang   | Diego Salazar        | Triyatno             |
| Londyn 2012         | Kim Un-guk         | Óscar Figueroa       | Eko Yuli Irawan      |
| Rio de Janeiro 2016 | Óscar Figueroa     | Eko Yuli Irawan      | Farchad Charki       |
| Tokio 2020          | Chen Lijun         | Luis Javier Mosquera | Mirko Zanni          |

#### Waga lekka
| Rok i miejsce       | Złoto                    | Srebro             | Brąz                    |
| ------------------- | ------------------------ | ------------------ | ----------------------- |
| Antwerpia 1920      | Alfred Neuland           | Louis Williquet    | Georges Florimond Rooms |
| Paryż 1924          | Edmond Decottignies      | Anton Zwerina      | Bohumil Durdys          |
| Amsterdam 1928      | Hans Haas Kurt Helbig    |                    | Fernand Arnout          |
| Los Angeles 1932    | René Duverger            | Hans Haas          | Gastone Pierini         |
| Berlin 1936         | Robert Fein Anwar Misbah |                    | Karl Jansen             |
| Londyn 1948         | Ibrahim Szams            | Atijja Hammuda     | James Halliday          |
| Helsinki 1952       | Thomas Kono              | Jewgienij Łopatin  | Verdi Barberis          |
| Melbourne 1956      | Igor Rybak               | Rawił Chabutdinow  | Kim Chang-hui           |
| Rzym 1960           | Wiktor Buszujew          | Tan Howe Liang     | Abdul Wahid Aziz        |
| Tokio 1964          | Waldemar Baszanowski     | Władimir Kapłunow  | Marian Zieliński        |
| Meksyk 1968         | Waldemar Baszanowski     | Parwiz Dżalajer    | Marian Zieliński        |
| Monachium 1972      | Mucharbi Kirżinow        | Mładen Kuczew      | Zbigniew Kaczmarek      |
| Montreal 1976       | Petro Korol              | Daniel Senet       | Kazimierz Czarnecki     |
| Moskwa 1980         | Janko Rusew              | Joachim Kunz       | Minczo Paszow           |
| Los Angeles 1984    | Yao Jingyuan             | Andrei Socaci      | Jouni Grönman           |
| Seul 1988           | Joachim Kunz             | Israjel Militosjan | Li Jinhe                |
| Barcelona 1992      | Israel Militosjan        | Joto Jotow         | Andreas Behm            |
| Atlanta 1996        | Zhan Xugang              | Kim Myong-nam      | Attila Feri             |
| Sydney 2000         | Gyłybin Boewski          | Georgi Markow      | Siarhiej Łaurenau       |
| Ateny 2004          | Zhang Guozheng           | Lee Bae-young      | Nikołaj Peszałow        |
| Pekin 2008          | Liao Hui                 | Vencelas Dabaya    | Yordanis Borrero        |
| Londyn 2012         | Lin Qingfeng             | Triyatno           | Răzvan Martin           |
| Rio de Janeiro 2016 | Shi Zhiyong              | Daniýar Ismailow   | Luis Javier Mosquera    |
| Tokio 2020          | Shi Zhiyong              | Julio Mayora       | Rahmat Erwin Abdullah   |

#### Waga średnia
| Rok i miejsce       | Złoto                  | Srebro             | Brąz                |
| ------------------- | ---------------------- | ------------------ | ------------------- |
| Antwerpia 1920      | Henri Gance            | Pietro Bianchi     | Albert Pettersson   |
| Paryż 1924          | Carlo Galimberti       | Alfred Neuland     | Jaan Kikas          |
| Amsterdam 1928      | Roger François         | Carlo Galimberti   | August Scheffer     |
| Los Angeles 1932    | Rudolf Ismayr          | Carlo Galimberti   | Karl Hipfinger      |
| Berlin 1936         | Chadr at-Tuni          | Rudolf Ismayr      | Adolf Wagner        |
| Londyn 1948         | Frank Spellman         | Peter George       | Kim Seong-jip       |
| Helsinki 1952       | Peter George           | Gerard Gratton     | Kim Seong-jip       |
| Melbourne 1956      | Fiodor Bogdanowski     | Peter George       | Ermanno Pignatti    |
| Rzym 1960           | Aleksandr Kurynow      | Thomas Kono        | Győző Veres         |
| Tokio 1964          | Hans Zdražila          | Wiktor Kurencow    | Masushi Ōuchi       |
| Meksyk 1968         | Wiktor Kurenzow        | Masushi Ōuchi      | Karoly Bakos        |
| Monachium 1972      | Jordan Bikow           | Mohamed Tarabulsi  | Anselmo Silvino     |
| Montreal 1976       | Jordan Mitkow          | Wartan Militosjan  | Peter Wenzel        |
| Moskwa 1980         | Asen Złatew            | Ołeksandr Perwij   | Nedełczo Kolew      |
| Los Angeles 1984    | Karl-Heinz Radschinsky | Jacques Demers     | Dragomir Cioroslan  |
| Seul 1988           | Borisław Gidikow       | Ingo Steinhöfel    | Aleksandyr Warbanow |
| Barcelona 1992      | Tudor Casapu           | Pablo Lara         | Kim Myong-nam       |
| Atlanta 1996        | Pablo Lara             | Joto Jotow         | Chon Chol-ho        |
| Sydney 2000         | Zhan Xugang            | Wiktor Mitru       | Arsen Melikian      |
| Ateny 2004          | Taner Sağır            | Siergiej Filimonow | Reyhan Arabacıoğlu  |
| Pekin 2008          | Sa Jae-hyouk           | Li Hongli          | Gework Dawtian      |
| Londyn 2012         | Lü Xiaojun             | Lu Haojie          | Iván Cambar         |
| Rio de Janeiro 2016 | Nicat Rəhimov          | Lü Xiaojun         | Mohamed Ihab        |
| Tokio 2020          | Lü Xiaojun             | Zacarías Bonnat    | Antonino Pizzolato  |

#### Waga średniociężka
| Rok i miejsce       | Złoto                       | Srebro              | Brąz                  |
| ------------------- | --------------------------- | ------------------- | --------------------- |
| Helsinki 1952       | Norbert Schemansky          | Grigorij Nowak      | Lennox Kilgour        |
| Melbourne 1956      | Arkadij Worobjow            | Dave Sheppard       | Jean Debuf            |
| Rzym 1960           | Arkadij Worobjow            | Trofim Łomakin      | Louis Martin          |
| Tokio 1964          | Władimir Gołowanow          | Louis Martin        | Ireneusz Paliński     |
| Meksyk 1968         | Kaarlo Kangasniemi          | Jaan Talts          | Marek Gołąb           |
| Monachium 1972      | Andon Nikołow               | Atanas Szopow       | Hans Bettembourg      |
| Montreal 1976       | Dawid Rigert                | Lee James           | Atanas Szopow         |
| Moskwa 1980         | Péter Baczakó               | Rumen Aleksandrow   | Frank Mantek          |
| Los Angeles 1984    | Nicu Vlad                   | Dumitru Petre       | David Mercer          |
| Seul 1988           | Anatolij Chrapaty           | Nail Muchamedjarow  | Sławomir Zawada       |
| Barcelona 1992      | Akakios Kachiaswilis        | Siergiej Syrcow     | Sergiusz Wołczaniecki |
| Atlanta 1996        | Aleksiej Pietrow            | Leonidas Kokas      | Oliver Caruso         |
| Sydney 2000         | Akakios Kachiaswilis        | Szymon Kołecki      | Aleksiej Pietrow      |
| Ateny 2004          | Milen Dobrew                | Chadżimurat Akkajew | Eduard Tiukin         |
| Pekin 2008          | Szymon Kołecki              | Arsen Kasabijew     | Yoandry Hernández     |
| Londyn 2012         | Saeid Mohammadpourkarkaragh | Kim Min-jae         | Tomasz Zieliński      |
| Rio de Janeiro 2016 | Sohrab Moradi               | Wadzim Stralcou     | Aurimas Didžbalis     |
| Tokio 2020          | Fares Ibrahim               | Keydomar Vallenilla | Anton Plesnoj         |

#### Waga ciężka
| Rok i miejsce       | Złoto               | Srebro              | Brąz                |
| ------------------- | ------------------- | ------------------- | ------------------- |
| Antwerpia 1920      | Filippo Bottino     | Jos Alzin           | Léon Bernot         |
| Paryż 1924          | Giuseppe Tonani     | Franz Aigner        | Harald Tammer       |
| Amsterdam 1928      | Josef Strassberger  | Arnold Luhaäär      | Jaroslav Skobla     |
| Los Angeles 1932    | Jaroslav Skobla     | Václav Pšenička     | Josef Strassberger  |
| Berlin 1936         | Josef Manger        | Václav Pšenička     | Arnold Luhaäär      |
| Londyn 1948         | John Davis          | Norbert Schemansky  | Abraham Charité     |
| Helsinki 1952       | John Davis          | James Bradford      | Humberto Selvetti   |
| Melbourne 1956      | Paul Anderson       | Humberto Selvetti   | Alberto Pigaiani    |
| Rzym 1960           | Jurij Własow        | James Bradford      | Norbert Schemansky  |
| Tokio 1964          | Leonid Żabotynski   | Jurij Własow        | Norbert Schemansky  |
| Meksyk 1968         | Leonid Żabotynski   | Serge Reding        | Joe Dube            |
| Monachium 1972      | Jaan Talts          | Aleksandyr Krajczew | Stefan Grützner     |
| Montreal 1976       | Jurij Zajcew        | Krystju Semerdżiew  | Tadeusz Rutkowski   |
| Moskwa 1980         | Leonid Taranienko   | Walentin Christow   | György Szalai       |
| Los Angeles 1984    | Norberto Oberburger | Stefan Tasnadi      | Guy Carlton         |
| Seul 1988           | Jurij Zachariewicz  | József Jacsó        | Ronny Weller        |
| Barcelona 1992      | Ronny Weller        | Artur Akojew        | Stefan Botew        |
| Atlanta 1996        | Timur Tajmazow      | Siergiej Syrcow     | Nicu Vlad           |
| Sydney 2000         | Hossein Tavakkoli   | Ałan Cagajew        | Said Saif Asaad     |
| Ateny 2004          | Dmitrij Bieriestow  | Ihor Razoronow      | Gleb Pisarewski     |
| Pekin 2008          | Andrej Aramnau      | Dmitrij Kłokow      | Marcin Dołęga       |
| Londyn 2012         | Navab Nasirshelal   | Bartłomiej Bonk     | Ivan Yefremov       |
| Rio de Janeiro 2016 | Ruslan Nurudinov    | Simon Martirosjan   | Aleksandr Zajczikow |
| Tokio 2020          | Akbar Djurayev      | Simon Martirosjan   | Artūrs Plēsnieks    |

#### Waga superciężka
| Rok i miejsce       | Złoto               | Srebro               | Brąz               |
| ------------------- | ------------------- | -------------------- | ------------------ |
| Monachium 1972      | Wasilij Aleksiejew  | Rudolf Mang          | Gerd Bonk          |
| Montreal 1976       | Wasilij Aleksiejew  | Gerd Bonk            | Helmut Losch       |
| Moskwa 1980         | Sułtan Rachmanow    | Jürgen Heuser        | Tadeusz Rutkowski  |
| Los Angeles 1984    | Dean Lukin          | Mario Martinez       | Manfred Nerlinger  |
| Seul 1988           | Alaksandr Kurłowicz | Manfred Nerlinger    | Martin Zawieja     |
| Barcelona 1992      | Alaksandr Kurłowicz | Leonid Taranienko    | Manfred Nerlinger  |
| Atlanta 1996        | Andriej Czemierkin  | Ronny Weller         | Stefan Botew       |
| Sydney 2000         | Hosejn Rezazade     | Ronny Weller         | Andriej Czemierkin |
| Ateny 2004          | Hosejn Rezazade     | Viktors Ščerbatihs   | Weliczko Czołakow  |
| Pekin 2008          | Matthias Steiner    | Jewgienij Czigaszew  | Viktors Ščerbatihs |
| Londyn 2012         | Behdad Salimi       | Sajjad Anoushiravani | Rusłan Ałbiegow    |
| Rio de Janeiro 2016 | Lasza Talachadze    | Gorr Minasjan        | Irakli Turmanidze  |
| Tokio 2020          | Lasza Talachadze    | Ali Dawudi           | Man Asaad          |

### Kobiety

#### Waga musza
| Rok i miejsce       | Złoto          | Srebro                | Brąz                |
| ------------------- | -------------- | --------------------- | ------------------- |
| Sydney 2000         | Tara Nott      | Raema Lisa Rumbewas   | Sri Indriyani       |
| Ateny 2004          | Nurcan Taylan  | Li Zhuo               | Aree Wiratthaworn   |
| Pekin 2008          | Chen Wei-ling  | Im Jyoung-hwa         | Pensiri Laosirikul  |
| Londyn 2012         | Wang Mingjuan  | Hiromi Miyake         | Ryang Chun-hwa      |
| Rio de Janeiro 2016 | Sopita Tanasan | Sri Wahyuni Agustiani | Hiromi Miyake       |
| Tokio 2020          | Hou Zhihui     | Saikhom Mirabai Chanu | Windy Cantika Aisah |

#### Waga piórkowa
| Rok i miejsce       | Złoto                            | Srebro              | Brąz                 |
| ------------------- | -------------------------------- | ------------------- | -------------------- |
| Sydney 2000         | Yang Xia                         | Li Feng-ying        | Winarni Binti Slamet |
| Ateny 2004          | Udomporn Polsak                  | Raema Lisa Rumbewas | Mabel Mosquera       |
| Pekin 2008          | Prapawadee Jaroenrattanatarakoon | Yoon Jin-hee        | Raema Lisa Rumbewas  |
| Londyn 2012         | Hsu Shu-ching                    | Citra Febrianti     | Julija Paratowa      |
| Rio de Janeiro 2016 | Hsu Shu-ching                    | Hidilyn Diaz        | Yoon Jin-hee         |
| Tokio 2020          | Hidilyn Diaz                     | Liao Qiuyun         | Zulfija Czinszanło   |

#### Waga lekka
| Rok i miejsce       | Złoto            | Srebro           | Brąz              |
| ------------------- | ---------------- | ---------------- | ----------------- |
| Sydney 2000         | Soraya Jiménez   | Ri Song-hui      | Khassaraporn Suta |
| Ateny 2004          | Chen Yanqing     | Ri Song-hui      | Wandee Kameaim    |
| Pekin 2008          | Chen Yanqing     | O Jong-ae        | Wandee Kameaim    |
| Londyn 2012         | Li Xueying       | Pimsiri Sirikaew | Rattikan Gulnoi   |
| Rio de Janeiro 2016 | Sukanya Srisurat | Pimsiri Sirikaew | Kuo Hsing-chun    |
| Tokio 2020          | Kuo Hsing-chun   | Polina Gurýewa   | Mikiko Andō       |

#### Waga średnia
| Rok i miejsce       | Złoto            | Srebro            | Brąz               |
| ------------------- | ---------------- | ----------------- | ------------------ |
| Sydney 2000         | Chen Xiaomin     | Walentina Popowa  | Joana Chadziioanu  |
| Ateny 2004          | Natalija Skakun  | Hanna Baciuszka   | Tacciana Stukaława |
| Pekin 2008          | Pak Hyon-suk     | Lu Ying-chi       | Christine Girard   |
| Londyn 2012         | Christine Girard | Miłka Manewa      | Luz Acosta         |
| Rio de Janeiro 2016 | Deng Wei         | Choe Hyo-sim      | Karina Goriczewa   |
| Tokio 2020          | Maude Charron    | Giorgia Bordignon | Chen Wen-huei      |

#### Waga lekkociężka
| Rok i miejsce       | Złoto            | Srebro                | Brąz              |
| ------------------- | ---------------- | --------------------- | ----------------- |
| Sydney 2000         | Lin Weining      | Erzsébet Márkus       | Karnam Malleswari |
| Ateny 2004          | Liu Chunhong     | Eszter Krutzler       | Zariema Kasajewa  |
| Pekin 2008          | Oksana Sliwienko | Leydi Solís           | Abir Abdulrahman  |
| Londyn 2012         | Rim Jong-sim     | Anna Nurmuchambietowa | Ubaldina Valoyes  |
| Rio de Janeiro 2016 | Xiang Yanmei     | Żazira Żapparkuł      | Sara Ahmed        |
| Tokio 2020          | Neisi Dajomes    | Katherine Nye         | Aremi Fuentes     |

#### Waga ciężka
| Rok i miejsce       | Złoto                | Srebro            | Brąz             |
| ------------------- | -------------------- | ----------------- | ---------------- |
| Sydney 2000         | María Isabel Urrutia | Ruth Ogbeifo      | Kuo Yi-hang      |
| Ateny 2004          | Pawina Thongsuk      | Natalja Zabołotna | Walentina Popowa |
| Pekin 2008          | Ałła Ważenina        | Lidia Valentín    | Damaris Aguirre  |
| Londyn 2012         | Lidia Valentín       | Abir Abdulrahman  | Madias Nzesso    |
| Rio de Janeiro 2016 | Rim Jong-sim         | Darja Naumawa     | Lidia Valentín   |
| Tokio 2020          | Wang Zhouyu          | Tamara Salazar    | Crismery Santana |

#### Waga superciężka
| Rok i miejsce       | Złoto         | Srebro            | Brąz           |
| ------------------- | ------------- | ----------------- | -------------- |
| Sydney 2000         | Ding Meiyuan  | Agata Wróbel      | Cheryl Haworth |
| Ateny 2004          | Tang Gonghong | Jang Mi-ran       | Agata Wróbel   |
| Pekin 2008          | Jang Mi-ran   | Ele Opeloge       | Mariam Usman   |
| Londyn 2012         | Zhou Lulu     | Tatjana Kaszyrina | Jang Mi-ran    |
| Rio de Janeiro 2016 | Meng Suping   | Kim Kuk-hyang     | Sarah Robles   |
| Tokio 2020          | Li Wenwen     | Emily Campbell    | Sarah Robles   |

## Konkurencje nierozgrywane

### Mężczyźni

#### Waga musza
| Rok i miejsce    | Złoto                | Srebro          | Brąz               |
| ---------------- | -------------------- | --------------- | ------------------ |
| Monachium 1972   | Zygmunt Smalcerz     | Lajos Szűcs     | Sándor Holczreiter |
| Montreal 1976    | Aleksandr Woronin    | György Kõszegi  | Mohammad Nasiri    |
| Moskwa 1980      | Kanybiek Osmonalijew | Ho Bong-chol    | Han Gyong-si       |
| Los Angeles 1984 | Zeng Guoqiang        | Zhou Peishun    | Kazushito Manabe   |
| Seul 1988        | Sewdalin Marinow     | Chun Byung-kwan | He Zhuoqiang       |
| Barcelona 1992   | Iwan Iwanow          | Lin Qisheng     | Traian Cihărean    |
| Atlanta 1996     | Halil Mutlu          | Zhang Xiangsen  | Sewdalin Minczew   |

#### Waga lekkociężka
| Rok i miejsce       | Złoto               | Srebro                    | Brąz              |
| ------------------- | ------------------- | ------------------------- | ----------------- |
| Antwerpia 1920      | Ernest Cadine       | Fritz Hünenberger         | Erik Pettersson   |
| Paryż 1924          | Charles Rigoulot    | Fritz Hünenberger         | Leopold Friedrich |
| Amsterdam 1928      | As-Sajjid Nusajr    | Louis Hostin              | Johannes Verheyen |
| Los Angeles 1932    | Louis Hostin        | Svend Olsen               | Henry Duey        |
| Berlin 1936         | Louis Hostin        | Eugen Deutsch             | Ibrahim Wasif     |
| Londyn 1948         | Stanley Stanczyk    | Harold Sakata             | Gösta Magnusson   |
| Helsinki 1952       | Trofim Łomakin      | Stanley Stanczyk          | Arkadij Worobjow  |
| Melbourne 1956      | Thomas Kono         | Wasilij Stiepanow         | James George      |
| Rzym 1960           | Ireneusz Paliński   | James George              | Jan Bochenek      |
| Tokio 1964          | Rudolf Plukfieldier | Géza Tóth                 | Győző Veres       |
| Meksyk 1968         | Boris Sielicki      | Wołodymyr Bielajew        | Norbert Ozimek    |
| Monachium 1972      | Leif Jensen         | Norbert Ozimek            | György Horváth    |
| Montreal 1976       | Walerij Szary       | Trendafił Stojczew        | Péter Baczakó     |
| Moskwa 1980         | Jurik Wartanian     | Błagoj Błagoew            | Dušan Poliačik    |
| Los Angeles 1984    | Petre Becheru       | Robert Kabbas             | Ryōji Isaoka      |
| Seul 1988           | Israił Arsamakow    | István Messzi             | Lee Kyung-kun     |
| Barcelona 1992      | Piros Dimas         | Krzysztof Siemion         | nie przyznano     |
| Atlanta 1996        | Piros Dimas         | Marc Huster               | Andrzej Cofalik   |
| Sydney 2000         | Piros Dimas         | Marc Huster               | Giorgi Asanidze   |
| Ateny 2004          | Giorgi Asanidze     | Andrej Rybakou            | Piros Dimas       |
| Pekin 2008          | Lu Yong             | Tigran Wardan Martirosjan | Jadier Valladares |
| Londyn 2012         | Adrian Zieliński    | Kianoush Rostami          | Tarek Yehia       |
| Rio de Janeiro 2016 | Kianoush Rostami    | Tian Tao                  | Dienis Ułanow     |

#### Pierwsza waga ciężka
| Rok i miejsce    | Złoto                | Srebro            | Brąz              |
| ---------------- | -------------------- | ----------------- | ----------------- |
| Moskwa 1980      | Ota Zaremba          | Igor Nikitin      | Alberto Blanco    |
| Los Angeles 1984 | Rolf Milser          | Vasile Groapă     | Pekka Niemi       |
| Seul 1988        | Pawieł Kuzniecow     | Nicu Vlad         | Peter Immesberger |
| Barcelona 1992   | Wiktor Triegubow     | Timur Tajmazow    | Waldemar Malak    |
| Atlanta 1996     | Akakios Kachiaswilis | Anatolij Chrapaty | Denys Hotfrid     |

#### Jednorącz
| Rok i miejsce | Złoto             | Srebro       | Brąz                    |
| ------------- | ----------------- | ------------ | ----------------------- |
| Ateny 1896    | Launceston Elliot | Viggo Jensen | Aleksandros Nikolopulos |

#### Dwubój jednorącz
| Rok i miejsce    | Złoto         | Srebro            | Brąz         |
| ---------------- | ------------- | ----------------- | ------------ |
| Saint Louis 1904 | Oskar Osthoff | Frederick Winters | Frank Kugler |

#### Oburącz
| Rok i miejsce    | Złoto            | Srebro            | Brąz            |
| ---------------- | ---------------- | ----------------- | --------------- |
| Ateny 1896       | Viggo Jensen     | Launceston Elliot | Sotirios Wersis |
| Saint Louis 1904 | Periklis Kakusis | Oscar Osthoff     | Frank Kugler    |